# U Antliae
Désignations
U Antliae  est une étoile carbonée rouge de type C et une variable irrégulière, dont la magnitude évolue entre 5,27 et 6,04. Située à environ ∼ 900 a.l. (∼ 276 pc) de la Terre, elle est 5 819 fois plus lumineuse que le Soleil. Elle est entourée de deux enveloppes de poussières, dont on estime l'éjection il y a 14 000 et 10 000 ans.

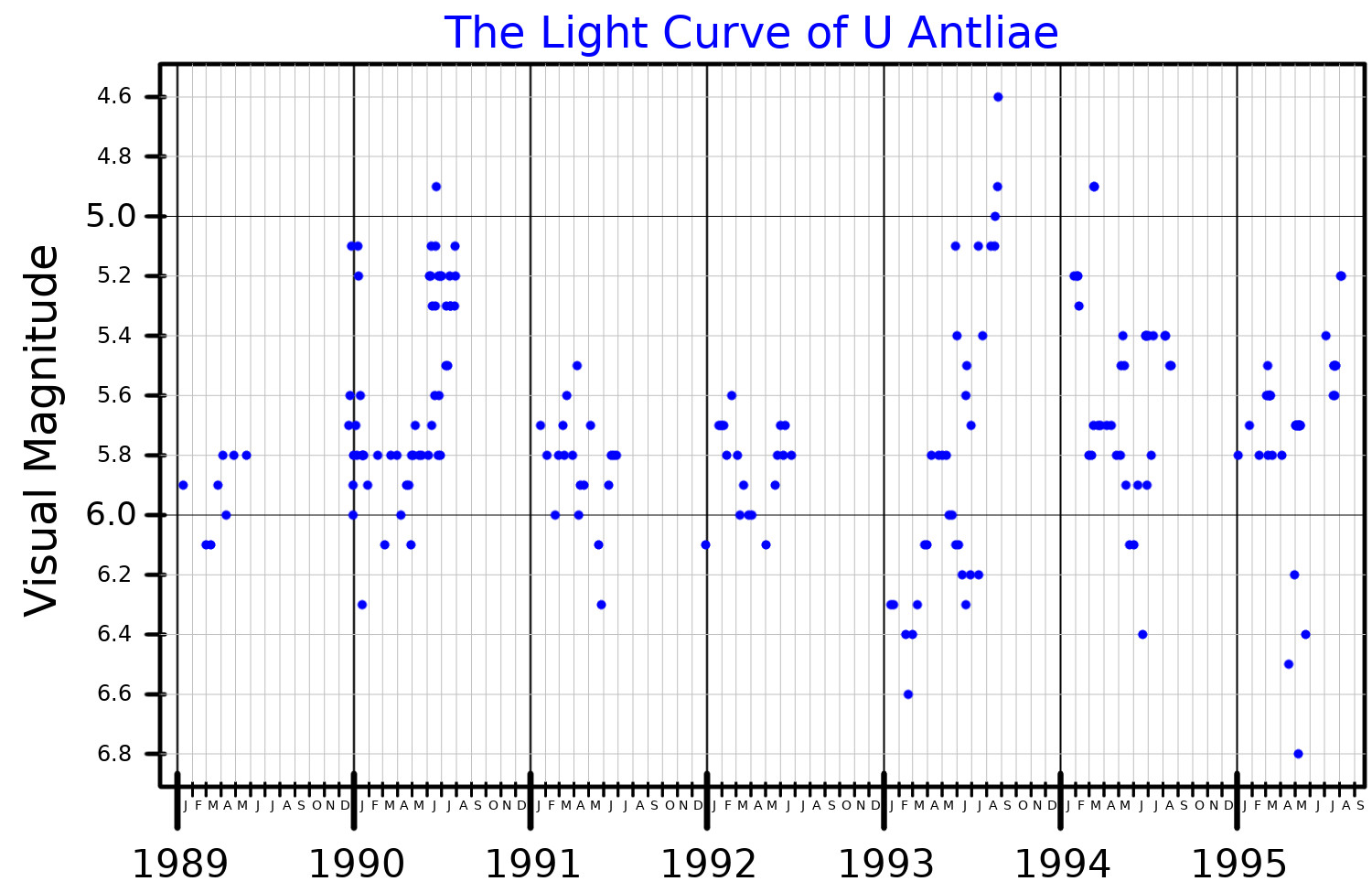
Courbe de lumière en bande visuelle de U Antliae, tracée à partir des données de l'AAVSO.